# Robert F. Engle

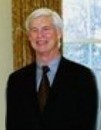
Robert F. Engle

Robert Fry Engle, född 10 november 1942 i Syracuse, New York, är en amerikansk nationalekonom och mottagare av Sveriges Riksbanks pris i ekonomisk vetenskap till Alfred Nobels minne år 2003.
Han tilldelades priset med motiveringen "för metoder att analysera ekonomiska tidsserier med tidsvarierande volatilitet (ARCH)". Han delade priset med Clive Granger.
Engle tog doktorsexamen vid Cornell University 1969. Sedan 2000 är han Michael Armellino Professor in the Management of Financial Services vid New York University.
På finansiella marknader har slumpmässiga svängningar över tiden – volatilitet – stor betydelse, eftersom värdet på aktier, och andra värdepapper beror på deras risk. Svängningarna kan variera kraftigt över tiden – lugna perioder med små svängningar avlöser mer turbulenta perioder med större variationer. Trots att volatiliteten alltså varierar över tiden arbetade forskare länge, i brist på alternativ, med statistiska metoder som förutsätter konstant volatilitet. Robert Engles upptäckter innebär ett stort genombrott. Han fann att begreppet autoregressiv betingad heteroskedasticitet (ARCH) väl fångar egenskaper hos många tidsserier och utvecklade metoder som gör det möjligt att statistiskt modellera tidsvarierande volatilitet. Hans ARCH-modeller har blivit omistliga redskap inte bara bland forskare utan också för analytiker på finansiella marknader, som använder dem vid riskbedömningar och prissättning av finansiella instrument.